# Abgasgegendruck
Der Abgasgegendruck beschreibt den Staudruck eines bewegten Gasstroms, der durch  Fluidreibung oder Geometrieveränderungen verursacht wird. Für Zweitaktmotoren ist der Abgasgegendruck ein wichtiges Funktionselement für die Zylinderfüllung, der Auslegung der Auspuffanlage kommt daher eine besondere Bedeutung zu.
Bei schlitzgesteuerten Zweitaktmotoren wird der Auslasskanal zeitlich vor dem Überströmkanal geöffnet, aber später geschlossen. Ohne Abgasgegendruck würde ein Teil des Frischgases unverbrannt in den Auspuff gelangen, zudem würde der Gasstrom im Auspuff den Druck im Brennraum reduzieren, bevor der Auslasskanal geschlossen wird. Der Frischgasverlust würde zu erhöhtem Verbrauch führen, der schlechte Füllungsgrad des Brennraums zu einer schlechten Leistungsausbeute.
Daher wird die Auslegung des Auspuffs so gewählt, dass die Gassäule im rechten Moment einen Gegendruck aufbaut und das Frischgas im Verbrennungsraum verbleibt. Beim Öffnen des Auslasskanals strömen die Verbrennungsgase mit Druck in den Auspuff, dieser Druckstoß läuft als Druckwelle durch die Abgasanlage. Durch die konstruktive Auslegung der Anlage wird die Druckwelle im Schalldämpfer an einer Reflexionsfläche reflektiert und wandert Richtung Zylinder zurück. Die Drucksteigerung am Auslasskanal zu dem Zeitpunkt, an dem er wieder geschlossen wird, wirkt dem Frischgasverlust und Druckverlust entgegen.
Die Laufzeit der Druckwelle vom Brennraum bis zur Reflexionsfläche und wieder zurück ist konstant. Bei niedriger Motordrehzahl ist die Taktzeit zwischen zwei „Auslasskanal öffnen“ länger, die Druckwelle kommt zu früh zurück. Dadurch werden verbrauchte Gase in den Brennraum zurückgedrückt.
Bei hoher Drehzahl ist die Taktzeit kurz, die Druckwelle kommt zu spät zurück. Dadurch kann ein Anteil Frischgas ungenutzt in den Auspuff entweichen. Diese Effekte sind mit die Ursache dafür, dass Zweitaktmotoren einen holprigen Leerlauf und einen überproportionalen Verbrauchsanstieg bei Volllast haben.
Die Auslegung des Auspuffs ist dadurch auch sehr von der vorgesehenen Motoranwendung abhängig. Eine längere Laufstrecke der Druckwelle bis zur Reflexionsfläche verschiebt den optimalen Betriebspunkt des Motors in Richtung niedriger Drehzahlen. Sportmotoren mit einer Auslegung für hohe Leistung bei hoher Drehzahl haben eine kürzere Laufstrecke, da die Taktzeiten deutlich kürzer werden. Nutzmotoren mit einer Auslegung für Drehmoment haben eine längere Laufstrecke. Eine entsprechende sachgerechte Änderung der Auspuffgeometrie kann zu einer merklichen Leistungssteigerung führen. Unsachgemäße Änderungen führen in den meisten Fällen zu erheblichem Leistungsverlust und Mehrverbrauch, unter Umständen auch zu Motorschäden. Bei Änderungen an der Auspuffanlage erlischt bei straßenzugelassenen Fahrzeugen wie Kleinkrafträdern (Motorrollern etc.) die Betriebserlaubnis, sofern keine geprüften und für das Fahrzeug genehmigten Bauteile verwendet werden, und die Fahrzeuge dürfen nicht mehr am öffentlichen Straßenverkehr teilnehmen.